# Melayu Kota Piring
Melayu Kota Piring is een bestuurslaag in het regentschap Tanjung Pinang van de provincie Riau-archipel, Indonesië. Melayu Kota Piring telt 15.963 inwoners (volkstelling 2010).